# 冠岳山駅
冠岳山駅（クァナクサンえき）は、大韓民国ソウル特別市冠岳区新林洞にあるソウル軽電鉄新林線の駅。駅番号はS411。

## 歴史
- 2021年2月7日：冠岳山駅に駅名が決定[1]
- 2021年9月16日：冠岳山（ソウル大）駅に駅名変更[2]。

- 2022年5月28日：開業。

## 隣の駅
ソウル軽電鉄
●新林線
ソウル大ベンチャータウン駅 (S410) - 冠岳山駅 (S411)